# Microterys drosichaphagus
Microterys drosichaphagus är en stekelart som beskrevs av Xu 2002. Microterys drosichaphagus ingår i släktet Microterys och familjen sköldlussteklar. Inga underarter finns listade i Catalogue of Life.